# الحب الممنوع (رواية)
الحب الممنوع (بالإنجليزية: Forbidden Love)‏ هي رواية خيالية لنورما خوري، نُشِرت عام 2003. تزعمُ نورما خوري في روايتها بأنها تحكي قصّةً حقيقيّةً عن صديقتها المفضلة داليا التي تسكن في مدينة عمّان بالأردن حيثُ تتحدث عن قصّة حب بين داليا وجندي مسيحي يُدعى مايكل، قرّرا ان يُبقيا حبهم سرًا خوفًا من والدها المُسلم ومن ردّة فعله. في النهاية يكتشف والدها علاقتها مع مايكل ويطعنها حتى الموت فيما يسمى بـ «جرائم الشرف». بعد عامٍ من نشر الكتاب، تم اكتشاف أن نورما اخترعت القصة وأن الرواية كانت خيالية لا حقيقيّة كما ادعت في البداية.

## مُلخّص
تتحدث الرواية عن حياة داليا، وهي شابة مسلمة تعيش في الأردن، تقع في حب مايكل وهو شابٌ كاثوليكي يعملُ في الجيش البريطاني. عندما يكتشف والد داليا علاقتهم، يثورُ غضبًا ويقتلها بعد شهرين من عيد ميلادها السادس والعشرين.

## الفضيحة
ظهرت فورا تساؤلات حول رواية نورما ، كما كتب العديد من القرّاء على لوحات الرسائل بأن القصّة لا تبدو حقيقية واحتوت على العديد من الأخطاء بما في ذلك – على سبيل المثال لا الحصر – بيانات غير صحيحة فيما يتعلق بالقانون الأردني والأوراق النقدية التي لم تتم طباعتها في وقتِ إصدار الكتاب.
أثارت نورما أيضًا شكوكًا لأنها تكلمت اللغة الإنجليزية باتقان على الرغم من أنها ادعت أنها لم تعش أبدًا في الولايات المتحدة. استنادًا إلى تحقيق استمر 18 شهرًا؛ تمّ اكتشاف أن نورما اخترعت القصة بل أنها حتّى لم تعش في الأردن منذ عام 1973 وقضت معظم حياتها في شيكاغو وكانت متزوجة ولديها طفلين.
لم تسمع عائلتها عنها منذ عام 2000 عندما غادرت شيكاغو فجأة لتكتب الرواية، وكانت نوكس قد نشرت أدلّة تُشير إلى أن نورما غادرت شيكاغو عندما وقعت في مشاكل قانونية في العديد من المُعاملات العقارية.

## فيلم
تم إصدار فيلم وثائقي حمل نفس عنوان الرواية من إخراجِ آنا بروينوفسكي حيثُ تروي فيهِ قصّة كتاب نورما وكيف أصبحَ من أكثر الكتب مبيعًا. الجدير بالذكر هنا أنّ نورما أصرّت على أن الرواية حقيقية ما دفعَ آنا بروينوفسكي إلى إعطائها فرصة لإثبات حقيقة وواقعيّة القصة ومع ذلك فإن الأدلة التي كَشفت عنها بروينوفسكي تُشير إلى أن رواية نورما خيالية وانها قد ارتكبت العديد من الحيل حتى قَبل نشرِ الكتاب.